# Monte Scuderi
Il monte Scuderi è una montagna della catena dei Peloritani, alta 1.253 metri, situata nei territori dei comuni di Fiumedinisi, Itala e Alì, a ridosso del mar Ionio in Sicilia.

## Descrizione
Un monaco cappuccino di Alì, padre Serafino, scrisse che il nome originariamente era monte Sparviero, perché la vetta presentava delle protuberanze laterali che facevano pensare alle ali di uno sparviero.
La vetta è perfettamente pianeggiante, e forma una grande terrazza alla quale si può accedere da due punti situati ad est e ad ovest del pianoro. Dalla cima, meteo permettendo, la vista eccezionale va dall'Etna a Capo Peloro e tutto lo Stretto di Messina ad est e alle isole Eolie al nord.
Sono presenti tracce di antica frequentazione, diversi cumuli di rocce e alcune neviere da cui si ricavava il ghiaccio poi commerciato. La vetta è oggetto di scavi clandestini alla ricerca di monete e materiale di valore. Sono ben visibili cocci di vaso e tegole in terracotta.
Secondo una leggenda narrata da padre Serafino, sotto la vetta vi sarebbe un lago sotterraneo. Dentro una grotta, vi sarebbe nascosto il tesoro di alcuni briganti. Questo tesoro sarebbe stato cercato anche da Ahmed I, sultano dell'Impero ottomano, che nel 1612 avrebbe mandato un gruppo di uomini a recuperarlo: la maggior parte sarebbe morta nel crollo della grotta. Da questo episodio la fantasia popolare ricavò il mito di una maledizione che avvolgerebbe il tesoro e chi lo cerca. Fa parte della Riserva naturale orientata Fiumedinisi e Monte Scuderi.

## Galleria d'immagini

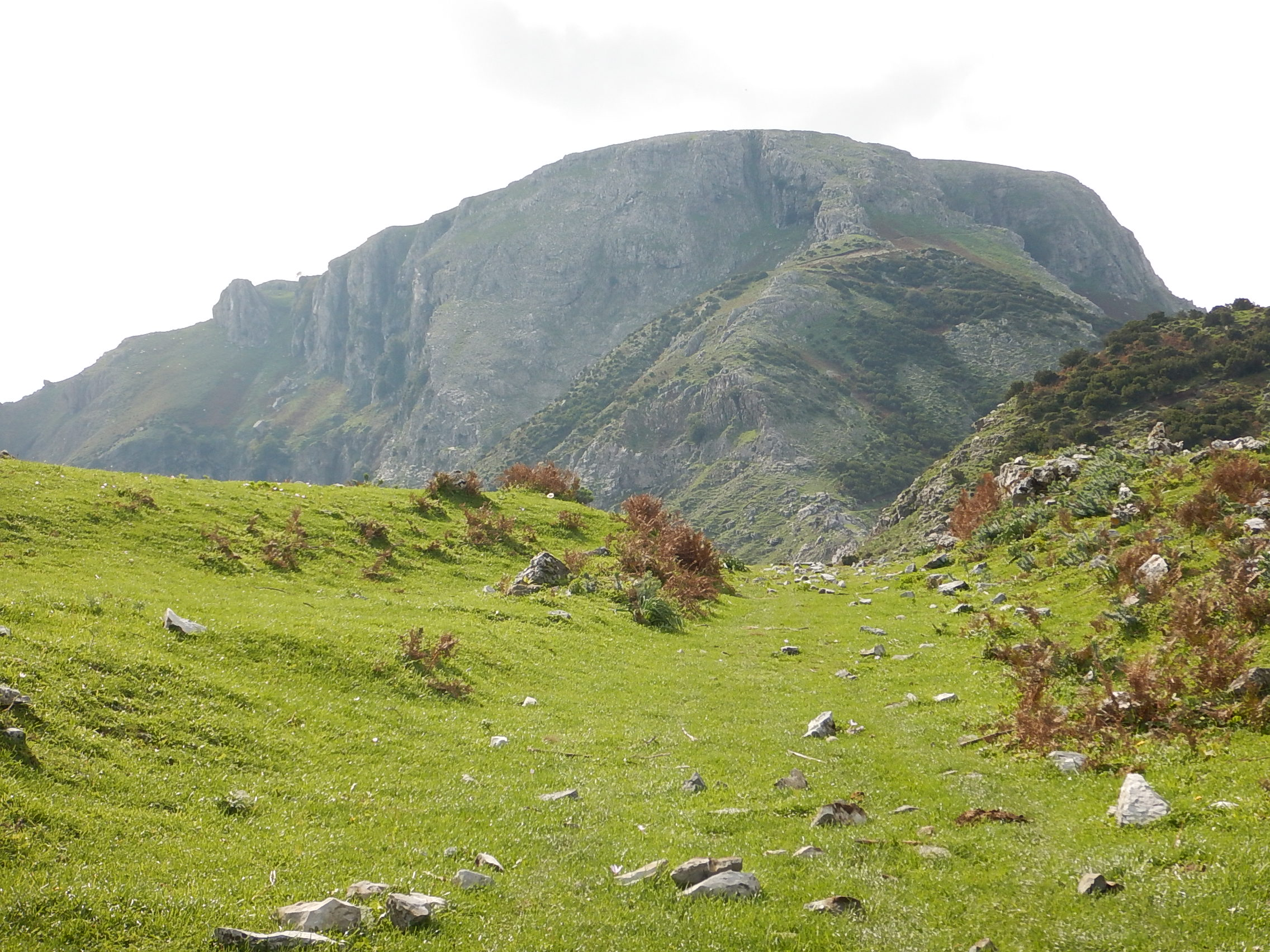
Verso Monte Scuderi
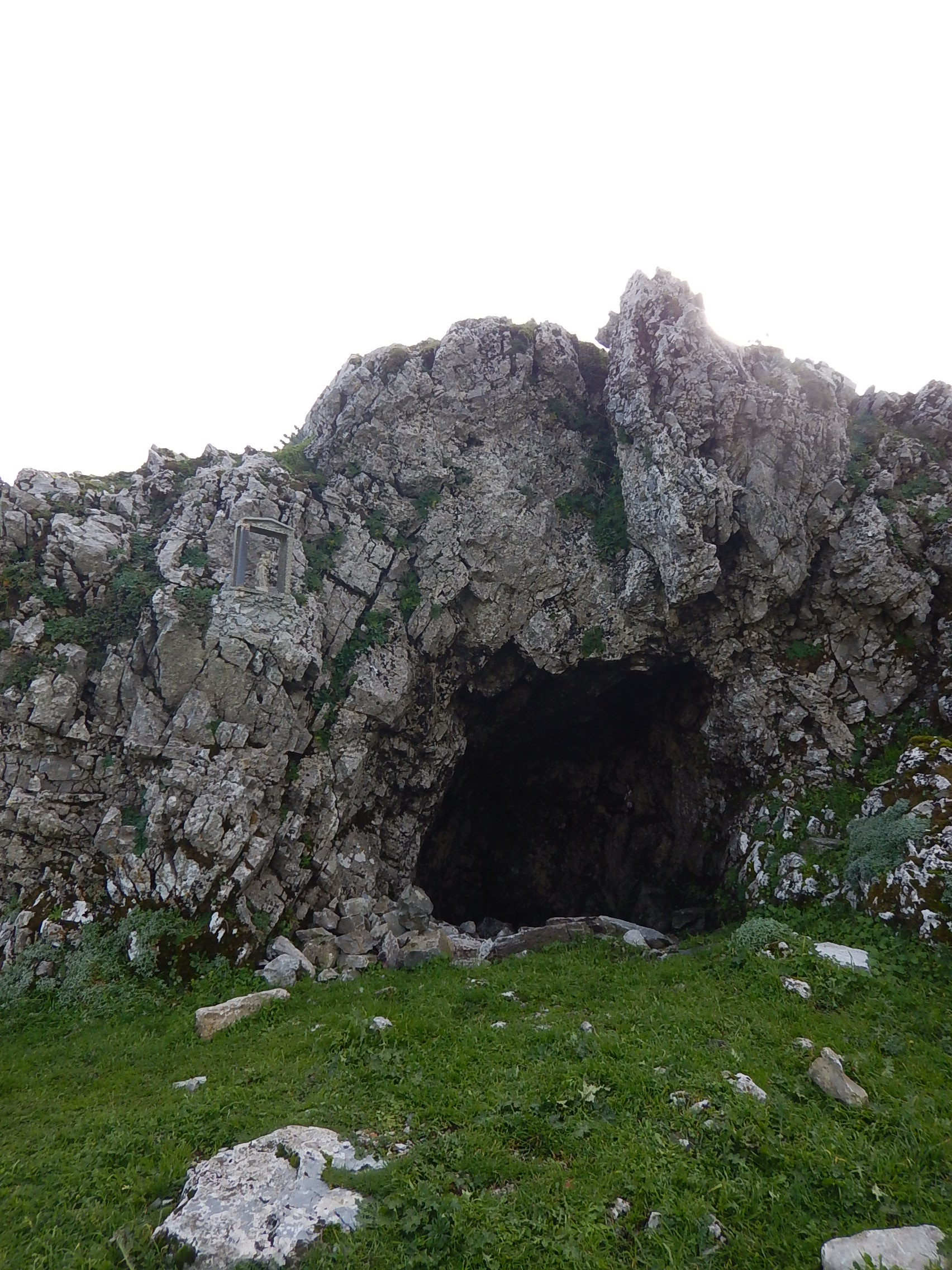
La grotta situata sulla cima di monte Scuderi con la Madonnina in alto sulla sinistra
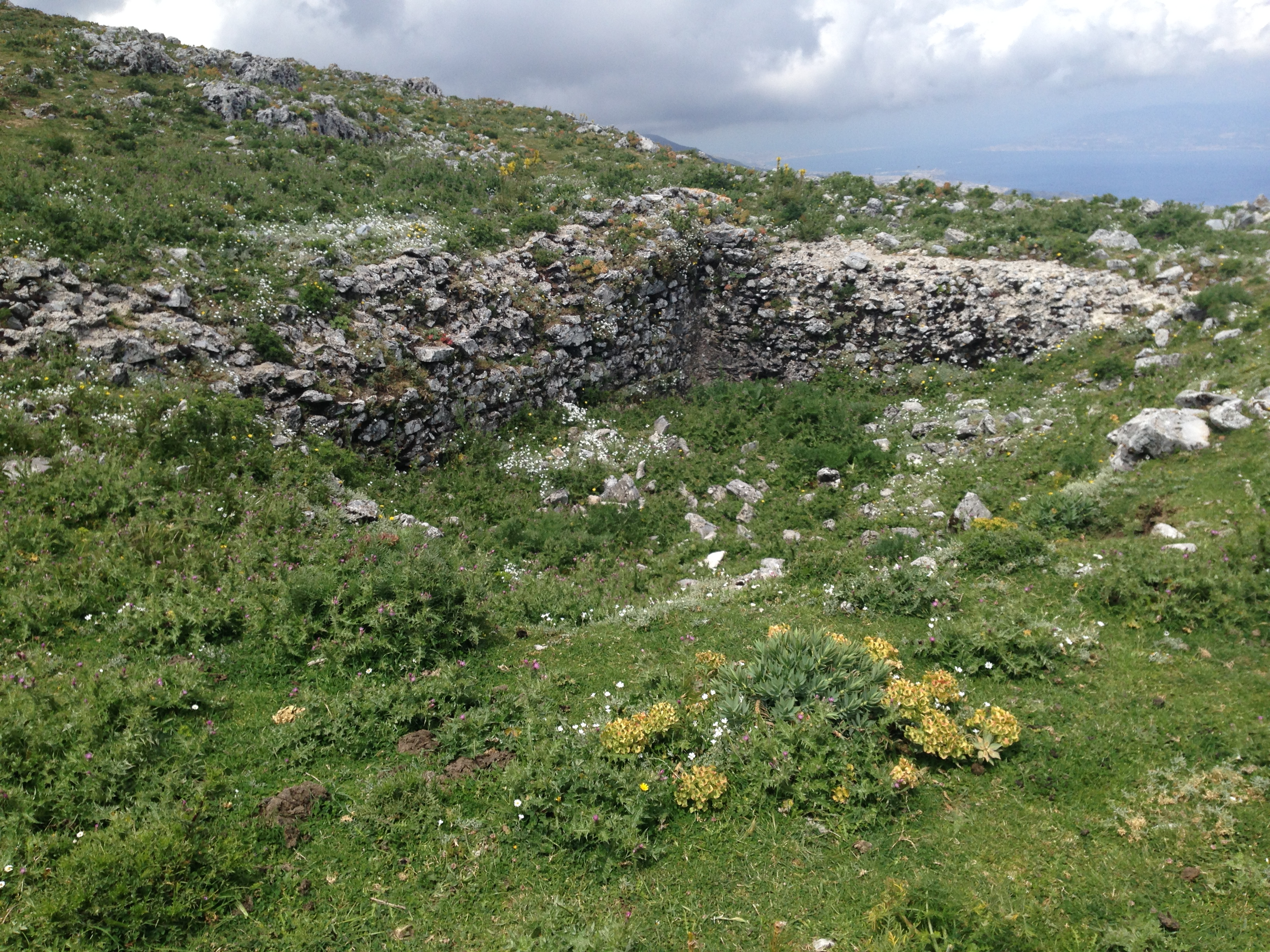
Neviera
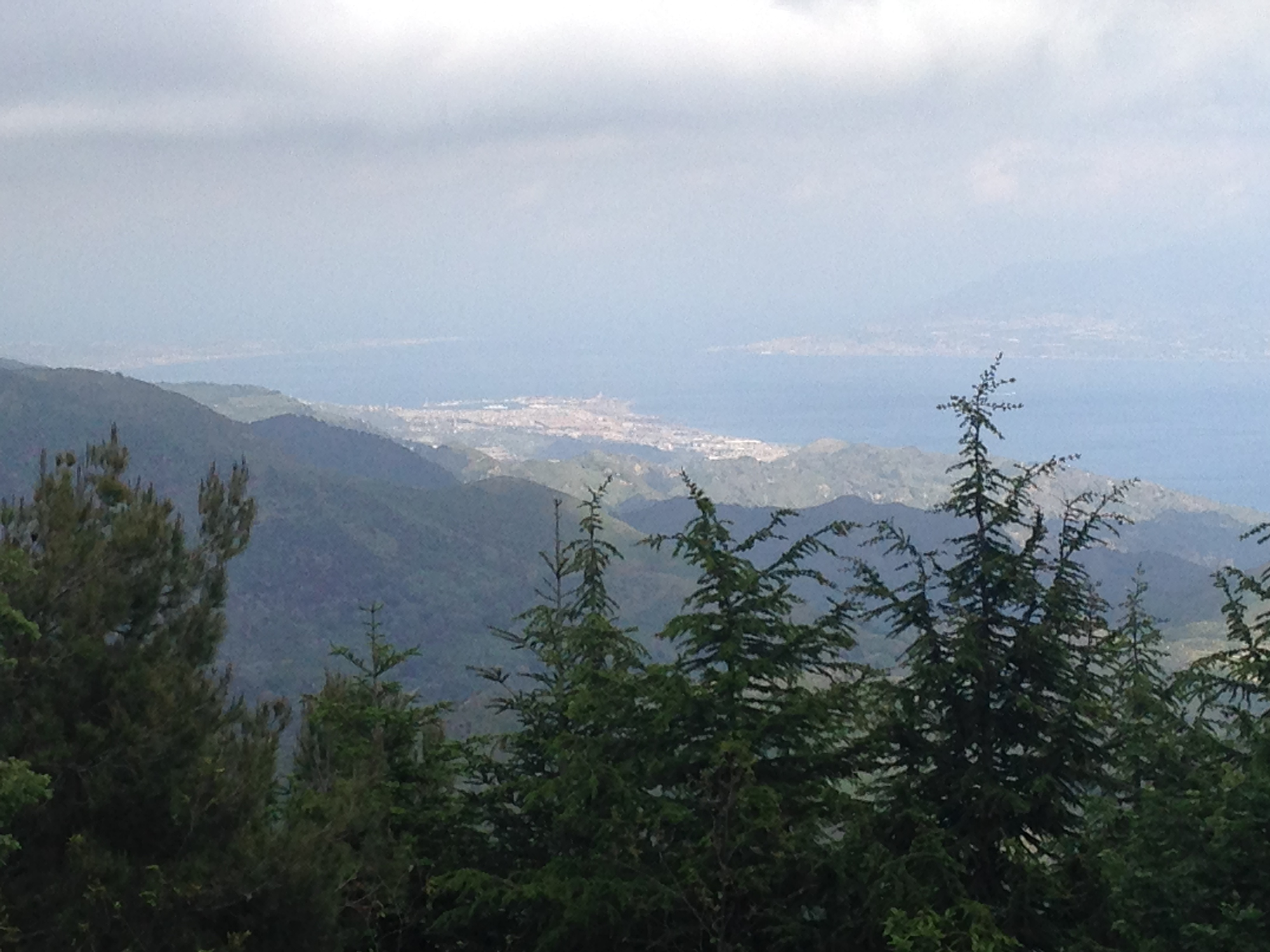
Panorama sullo Stretto di Messina